# Cacongo
Cacongo ist ein Landkreis am Atlantik in der zu Angola gehörenden Exklave Cabinda. Die Lagune Lagoa Massabi liegt im Kreis Cacongo.

## Geschichte
Im Jahr 1941 schuf die Portugiesische Kolonialmacht den Kreis mit Sitz in Vila Guilherme Capelo. Nach der Unabhängigkeit Angolas, zu dem Cabinda nun gehörte, wurde der Ort in Lândana umbenannt, und der Kreis erhielt die Bezeichnung Cacongo, abgeleitet von der hier ansässigen Ethnie der Bakongo.

## Verwaltung
Cacongo ist ein Kreis (Município, Munizip) in der Provinz Cabinda. Hauptort des Munizips ist Lândana. Cacongo hat etwa 13.000 Einwohner (Schätzung 2012) auf einer Fläche von 1631 km². Die Volkszählung 2014 soll fortan gesicherte Bevölkerungszahlen liefern.
Im Norden grenzt das Munizip Cacongo an die Republik Kongo, im Nordosten an das Munizip Buco-Zau und im Süden an die Stadt Cabinda. 
Drei Gemeinden (Comunas) bilden den Kreis Cacongo:
- Cacongo (auch Lândana)
- Dingé
- Massabi (auch Chicamba)

## Anschlag vom 8. Januar 2010
Am 8. Januar 2010, zwei Tage vor dem Start der Fußball-Afrikameisterschaft 2010,  verübte die FLEC im Munizip Cacongo, nahe der Grenze zur Republik Kongo, einen Terroranschlag auf den Mannschaftsbus der togoischen Fußballnationalmannschaft, als die Mannschaft auf dem Weg zu ihrem ersten Spiel im Stadion Estádio Nacional de Chiazi in Cabinda war. Dabei tötete sie drei Mitglieder der togoischen Delegation, darunter den Assistenztrainer Améleté Abalo, und verletzte weitere Spieler und Betreuer.  Togo nahm daraufhin nicht an der Afrikameisterschaft teil.